# Доказ (роман)
Доказ (фр. La preuve) је други део Близаначке трилогије, написан 1988. године, књижевнице Аготе Кристоф у којем се приповеда о животу који је водио адолесцент Лукас након одласка његовог брата преко границе. Први део је Велика свеска из 1986. године, док је последњи део Трећа лаж из 1991. године.
У Србији је 2018. године у издању издавачке куће "Дерета" објављена књига Близаначка трилогија која у себи садржи сва три романа.

## Радња
У "Доказу" Лукас покушава доказати свој идентитет и постојање несталога брата.
Овај други део приче започиње периодом лошег стања за Лукаса управо због одвојености од његовог брата близанца Клауса са којим је био једно. Наставља рад на својој бележници, која сада постаје једини „доказ” постојања одсутног брата. Након тога, неколико ликова интервенише у причи, укључујући и писца Виктора који ће продати своју кућу и своју библиотеку Лукасу и који ће потом бити осуђен на смрт због дављења његове сестре Софије, библиотекарке Кларе, као и Лукасове жене и опседнут смрћу њеног супруга Тома, Петра, драгог Лукасовог пријатеља, и на крају Матијаса кога је усвојио, детета рођеног из инцесне везе између своје жене и њеног оца, који пати од малформација, али са акутном интелигенцијом.
На крају приче дете ће себи одузети живот јер га мучи његова деформација која по његовом мишљењу није дозволила да га Лукас воли као сина. Прича се завршава повратком близанца  у родни град, где не налази свог брата близанца Клауса.
Ауторка овим делом наставља своје безобзирно истраживање успомена тако дуго подељених, попут Европе, и пружа дивну очајничку медитацију о књижевности.